# 薄叶山梅花
薄叶山梅花（学名：Philadelphus tenuifolius）为虎耳草科山梅花属下的一个种。二年生灌木,生于海拔150-900米杂木林中。分布于中国东北地区、俄罗斯东南部和朝鲜。模式标本采自阿穆尔河附近。